# Macromia splendens
Macromia splendens é uma espécie de libelinha da família Macromiidae.
Pode ser encontrada nos seguintes países: França, Portugal e Espanha.
Os seus habitats naturais são: rios e áreas de armazenamento de água.
Está ameaçada por perda de habitat.